# 이고리 기르킨

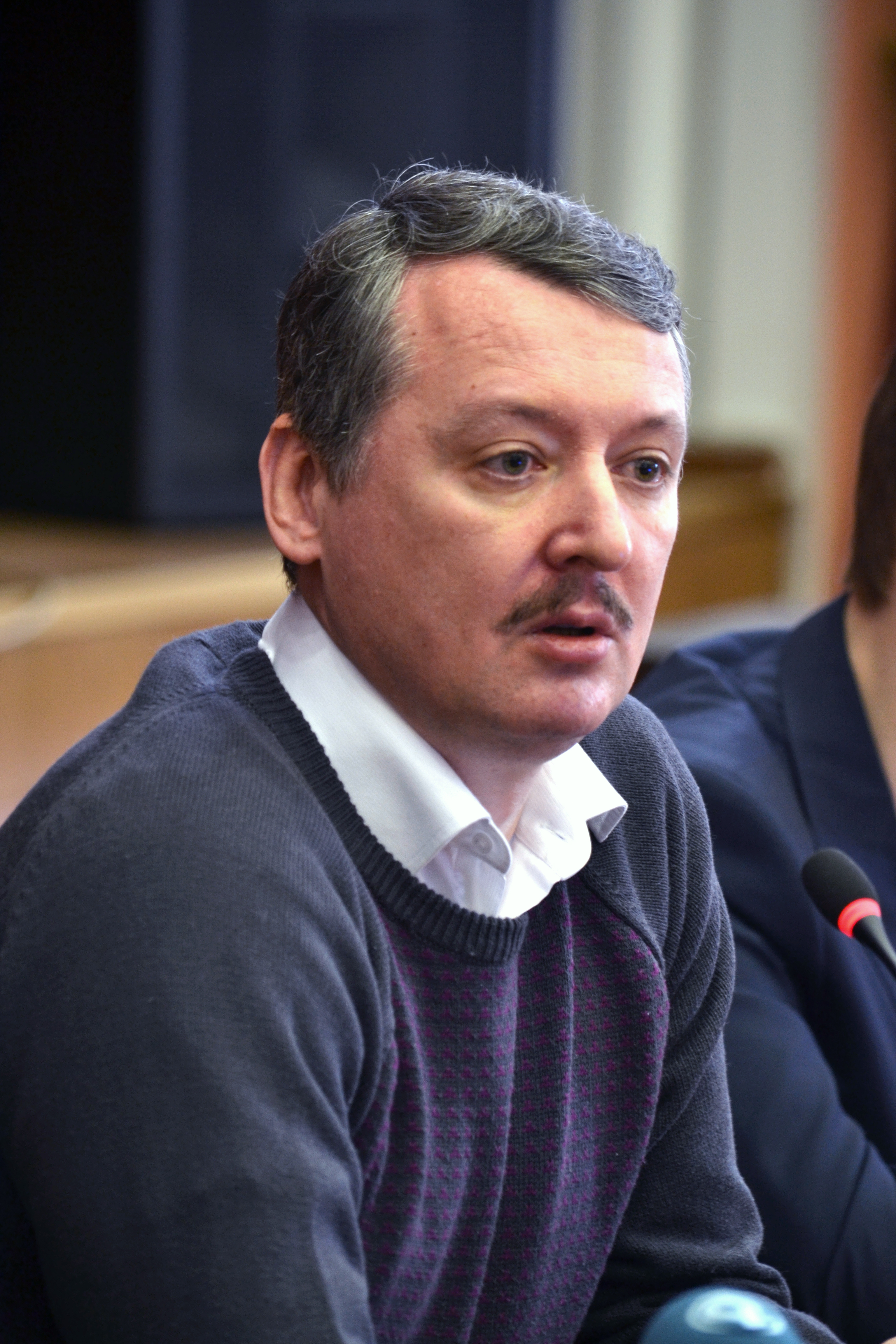
이고리 기르킨 (2015년 3월 예카테린부르크)

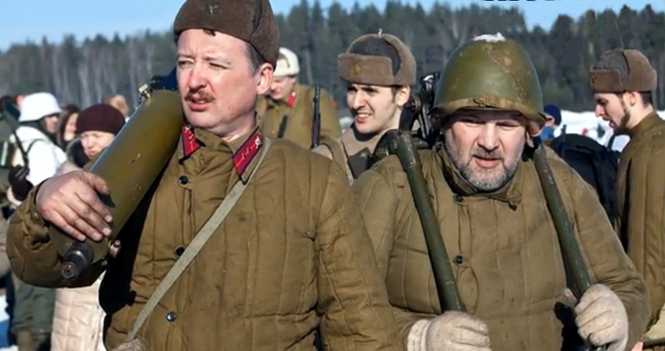
이고리 기르킨이 제2차 세계 대전 당시의 상황을 재연한 모습

이고리 프세볼로도비치 기르킨(러시아어: И́горь Все́володович Ги́ркин, 1970년 12월 17일 ~ )은 이고리 이바노비치 스트렐코프(러시아어: И́горь Ива́нович Стрелко́в)라는 가명으로 알려져 있는 러시아의 군인이다. 모스크바 출신인 그는 동부 우크라이나에서 친러시아 진영의 군사 작전을 지원한 것으로 알려져 있으며, 돈바스 인민군 준군사조직 지휘관을 역임했다. 2014년 우크라이나 친러시아 반란에 있어서의 중요 인물이기도 하다.
2014년 4월 15일, 우크라이나 보안원은 암살 혐의로 러시아 국적의 기르킨에 대해서 형사 조치를 내렸다. 우크라이나 과도 정부와 유럽 연합 당국은 기르킨이 러시아 총정보국(GRU)의 요원이며 2014년 크림 위기에 참여했다고 주장했다. 러시아 매체의 보도에 따르면 기르킨은 과거 트란스니스트리아 전쟁에서 친러시아 분리주의 진영, 보스니아 전쟁에서 세르비아계 진영의 지원병으로 참전했으며 체첸 전쟁에서 러시아군의 체첸 분리주의 세력 진압 작전에 가담했다고 한다.
4월 18일 우크라이나 보안원은, 기르킨이 키예프 시내에서 시위대를 저격총으로 저격했으며, 사보타주 등을 벌였다는 것을 확인했다고 주장했다. 4월 28일, 유럽 연합은 '동부 우크라이나에 있어서의 군사 활동의 지휘자이자, 크림 공화국의 세르게이 악쇼노프 총리의 비밀 조언자'인 GRU 요원 "이고리 스트렐코프"를 제재 대상에 포함시켰다. 4월 29일, 그는 크라마토르스크의 새 경찰서장으로 임명되었다.

## 같이 보기
- 이고리 베즐레르